# Синій ВПС колір
Сині́й ВПС — відтінок кольору від блакитного до ціану. Назва кольору отримана від відтінку синього кольору, який є основою прапора Королівських повітряних сил Великої Британії, а також інших військово-повітряних сил, що використовують цей колір на прапорах як свій пізнавальний відтінок. У сучасних ПС Великої Британії цей колір є основним відтінком уніформи особового складу.
З часом синій колір повітряних сил іншого відтінку з'явився у знов сформованих повітряних силах Сполучених Штатів. У сучасних ПС США існує 2 основних типу синього кольору ВПС, який переважно застосовується на символіці цього виду збройних сил країни.

## Галерея
Варіанти синього кольору повітряних сил

Прапор Королівських ВПС Великої Британії
Прапор ПС США
Емблема Академії ВПС США